# Buck Henry

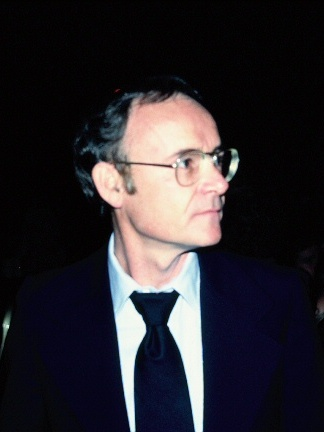
Buck Henry (1978)

Buck Henry (* 9. Dezember 1930 in New York City, New York als Henry Zuckerman; † 8. Januar 2020 in Los Angeles, Kalifornien) war ein amerikanischer Schauspieler, Regisseur und Drehbuchautor.

## Leben
Buck Henry wurde 1930 als Sohn der Schauspielerin Ruth Taylor in New York geboren. Bereits während seines Studiums am Dartmouth College begann er als Autor zu arbeiten. Zu Beginn der 1960er Jahre wirkte er als Komödiant in mehreren Shows im amerikanischen Fernsehen mit.
Als Drehbuchautor schaffte er den Durchbruch mit der erfolgreichen Fernsehserie Mini-Max (Get Smart, 1965–1970), einer Parodie auf Agentenserien und -filme, die er zusammen mit Mel Brooks schuf. Henrys Drehbücher zeichneten sich vor allem durch trockenen und satirischen Humor aus. Der größte Erfolg mit einem Filmdrehbuch gelang Henry 1967 mit dem einflussreichen Spielfilm Die Reifeprüfung, für den Regisseur Mike Nichols den Oscar erhielt und Henry selbst für diesen Preis in der Kategorie Bestes Drehbuch nominiert wurde. In Die Reifeprüfung war Henry zugleich in der Nebenrolle des Empfangschefs des Hotels zu sehen, in dem sich Dustin Hoffmans Hauptfigur mit Mrs. Robinson trifft. Henry schrieb noch für weitere Filme des New-Hollywood-Kinos das Drehbuch, etwa für Mike Nichols’ kriegskritische schwarze Komödie Catch-22 – Der böse Trick (1970, nach Joseph Hellers Roman) sowie Peter Bogdanovichs Screwball-Komödie Is’ was, Doc? (1972). In den 1970er-Jahren beschrieb ihn die New York Times in einem Porträt als den „begehrtesten Drehbuchautor Amerikas“. Eine seiner letzten Arbeiten als Autor war der Film Der letzte Akt von 2014 mit Al Pacino in der Hauptrolle.
Henry übernahm selbst kleinere Rollen als Schauspieler, häufig auch in Filmen und Fernsehserien, für die er das Drehbuch geschrieben hatte. Zwischen 1976 und 1980 wirkte er zehnmal als Gastgeber in der amerikanischen Fernsehshow Saturday Night Live mit, in diesem Zeitraum war er jedes Jahr Gastgeber des Saisonfinales. Als Darsteller verkörperte er zumeist komödiantische Figuren und war bis in die 2010er-Jahre in Gastrollen in Serien wie Murphy Brown, Will & Grace, 30 Rock und Hot in Cleveland zu sehen. Er trat als Patentanwalt in Nicolas Roegs Der Mann, der vom Himmel fiel (1976) neben David Bowie auf und spielte einen humorlosen Schuldeneintreiber in der Komödie Ein verrücktes Paar (1993) an der Seite von Walter Matthau und Jack Lemmon.
Ende der 1970er-Jahre versuchte sich Henry auch als Filmregisseur: 1978 war er mit Warren Beatty Ko-Regisseur bei der Komödie Der Himmel soll warten, einem Remake des Filmes Urlaub vom Himmel, wofür er eine Oscar-Nominierung in der Kategorie Beste Regie erhielt. Sein zweiter Film als Regisseur war die Komödie Ene Mene Mu und Präsident bist du von 1980, für die er auch das Drehbuch verfasste. Der Film war allerdings weder bei Kritikern noch beim Publikum ein Erfolg und Henry führte anschließend bei keinem weiteren Kinofilm Regie.
Buck Henry starb nach Angaben seiner Ehefrau Irene im Januar 2020 im Alter von 89 Jahren im Cedars-Sinai Medical Center in Los Angeles. Todesursache sei ein Herzinfarkt gewesen.

## Filmografie (Auswahl)

### Schauspieler
- 1964: Der Störenfried (The Troublemaker)
- 1967: Die Reifeprüfung (The Graduate)
- 1967: Der Etappenheld (The Secret War of Harry Frigg)
- 1970: Die Eule und das Kätzchen (The Owl and the Pussycat)
- 1970: Catch-22 – Der böse Trick (Catch-22)
- 1971: Taking Off
- 1976: Der Mann, der vom Himmel fiel (The Man Who Fell to Earth)
- 1977: Ein Kellner wie der Gast ihn liebt (The Absent-Minded Waiter) (Kurzfilm)
- 1978: Der Himmel soll warten (Heaven Can Wait)
- 1979: Diane (Old Boyfriends)
- 1980: Gloria, die Gangsterbraut (Gloria)
- 1982: Eating Raoul (Eating Raoul)
- 1990: Julia und ihre Liebhaber (Tune in Tomorrow …)
- 1991: Rendezvous im Jenseits (Defending Your Life)
- 1992: The Player
- 1993: Short Cuts
- 1993: Ein verrücktes Paar (Grumpy Old Men)
- 1995: To Die For
- 1997: Echt Blond (The Real Blonde)
- 2001: Stadt, Land, Kuss (Town & Country)
- 2004: The Last Shot – Die letzte Klappe (The Last Shot)
- 2007/2010: 30 Rock (Fernsehserie, zwei Folgen)
- 2011: Hot in Cleveland (Fernsehserie, drei Folgen)
- 2013: Franklin & Bash (Fernsehserie, zwei Folgen)

### Regisseur
- 1971: I Miss Sonia Henie (Kurzfilm)
- 1978: Der Himmel soll warten (Heaven Can Wait)
- 1980: Ene Mene Mu und Präsident bist du (First Family)

### Drehbuchautor
- 1965–1970: Mini-Max (Get Smart, Fernsehserie)
- 1967: Die Reifeprüfung (The Graduate)
- 1968: Candy
- 1970: Catch-22 – Der böse Trick (Catch-22)
- 1970: Die Eule und das Kätzchen (The Owl and the Pussycat)
- 1972: Is’ was, Doc? (What’s Up, Doc?)
- 1973: Der Tag des Delphins (The Day of the Dolphin)
- 1980: Die nackte Bombe (The Nude Bomb)
- 1984: Alles tanzt nach meiner Pfeife (Protocol)
- 1995: To Die For
- 2001: Stadt, Land, Kuss (Town & Country)
- 2014: Der letzte Akt (The Humbling)

## Auszeichnungen
- 1967: Emmy für das Drehbuch der Fernsehserie Mini-Max
- 1968: Oscar-Nominierung für das beste Drehbuch für den Film Die Reifeprüfung
- 1969: Britischer Filmpreis für das beste Drehbuch für Die Reifeprüfung
- 1973: Preis für das Drehbuch der Writers Guild of America für Is’ was, Doc?
- 1979: Nominiert für den Oscar als bester Regisseur für Der Himmel soll warten